# Georg Sparrer

Georg Sparrer

Georg Sparrer (* 21. April 1877 in Neustadt/Waldnaab, Oberpfalz; † 9. November 1936 in Berlin) war ein deutscher Politiker (DDP).

## Leben und Wirken
Nach dem Besuch des Progymnasiums in Hersbruck und des humanistischen Gymnasiums zu Amberg erlernte Sparrer dort den Apothekerberuf. Er setzte seine Ausbildung durch Konditionierung in verschiedenen deutschen Städten und in der Schweiz sowie durch das Studium an Universität München fort, wo er 1899 Mitglied des Corps Palatia wurde. Nach dem Approbationsexamen und einer einjährigen Zugehörigkeit zum Militär ging Sparrer 1902 nach Nürnberg, wo er zur pharmazeutischen Angestelltenbewegung stieß: 1904 wurde er Erster Vorsitzender des Verbandes Deutscher (angestellter) Apotheker. Nach der vorübergehenden Teilnahme am Ersten Weltkrieg wurde Sparrer 1916 Besitzer der Mohren-Apotheke in Nürnberg.
Ferner war Sparrer Mitglied des Obermedizinalausschusses beim Bayerischen Staatsministerium des Innern (Medizinalrat) und Vorsitzender von dessen pharmazeutischer Abteilung. Außerdem war er Mitglied des Reichsgesundheitsrates, Vorsitzender der Apothekerkammer in Mittelfranken, Vorsitzender der Bayerischen Landesapothekerkammer und Zweiter Vorsitzender des Deutschen Apotheker-Vereins.
Um 1919 trat Sparrer in die Deutsche Demokratische Partei (DDP) ein, in der er dem rechten Parteiflügel zugerechnet wurde. 1919 wurde er Stadtrat in Nürnberg. Von Mai 1924 bis September 1930 saß er für diese drei Legislaturperioden lang als Abgeordneter im Reichstag der Weimarer Republik, in dem er den Wahlkreis 25 vertrat. Bei der Wahl von 1930, bei der Sparrer als Spitzenkandidat seiner Partei in Franken antrat, und bei der unter anderem Thomas Dehler Wahlkampf für ihn machte, verfehlte Sparrer ein Mandat.
Zusammen mit seinen Parteikollegen Otto Fischbeck und Julius Kopsch zählte Sparrer zu den prominenten Vertretern der DDP in der Liberalen Vereinigung.
Publizistisch tat Sparrer sich als Verfasser einer Reihe von Denkschriften und Aufsätzen über die Apothekenreformfrage und andere fachwissenschaftliche Probleme hervor. Er war zudem Inhaber des Verdienstordens vom Heiligen Michael IV. Klasse, des Eisernen Kreuzes II. Klasse und des Bayerischen Militärverdienstordens IV. Klasse mit Schwertern.

## Schriften
- Die Apothekenreform im neuen Volksstaat. Berlin 1919.